# Église Sainte-Marie de Pabianice
L'église Sainte-Marie de Pabianice est la plus importante église de la ville de Pabianice située en Pologne
L'édifice, en briques, comprend un transept, trois entrées. Son presbytère est orienté vers le nord.
Il y a un orgue de 250 tuyaux en service depuis 1958.

## Historique
Elle a été conçue dans un style néo-gothique par l'architecte Tadeusz Markiewicz 
La construction a commencé en 1898 et s'est terminée en 1937.

## Dimensions
Les dimensions de l'édifice sont les suivantes ;

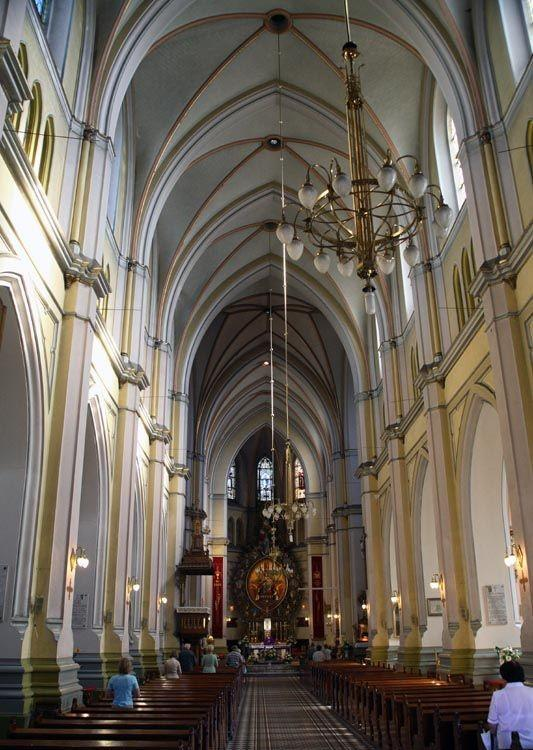
Intérieur de l'église

- Hauteur de la nef ; 23 m
- Longueur ; 67 m
- Hauteur des tours : 67 m
- Largeur ; 34 m